# Vaterpolski klub Zadar 1952
Il Vaterpolski klub Zadar 1952 ("Associazione pallanuotistica Zara 1952"; abbreviato in V.K. Zadar) è una società pallanuotistica di Zara, in Croazia.
Dalla stagione 2016-17 milita nella A2 Liga della Lega Adriatica.